# Cenobio Paniagua
Cenobio Paniagua y Vásques (* 30. September 1821 in Tlalpujahua; † 2. November 1882 in Córdoba) war ein mexikanischer Komponist.

## Leben
Paniagua absolvierte eine Violinausbildung und wurde Zweiter Dirigent des Orchesters der Kathedrale von Mexiko-Stadt. Dort gründete er eine Musikakademie. Später lebte er in Havanna und ab 1868 in Córdoba. 
Er komponierte mehrere Opern, darunter Catalina de Guisa, das Oratorium Tobías sowie etwa siebzig Messen und verfasste musiktheoretische Schriften.